# Liars
Liars is een driekoppige experimentele noiseband bestaande uit de in Australië geboren Angus Andrew (zang en gitaar) en de Amerikanen Aaron Hemphill (percussie, gitaar en synthesizer) en Julian Gross (drums). Hoewel in eerste instantie bestempeld als een van de nieuwe bands van de New Yorkse dancepunkscene rond het jaar 2000, veranderde de band na zijn debuut radicaal van stijl en begon zich meer toe te leggen op een autonome vorm van ritmische, repetitieve muziek. Net als Sonic Youth maakt Liars veelvuldig gebruik van alternatieve gitaarstemmingen.

## Geschiedenis

### Voorafgaande jaren
De band werd geformeerd in Los Angeles, waar Andrew en Gross studeerden aan de kunstacademie Cal Arts. Andrew studeerde fotografie, Gross grafische vormgeving. Hemphill studeerde microbiologie in San Diego en werkte daarnaast in Los Angeles in een platenzaak. Na ontmoeting, begonnen Andrew en Hemphill opnames te maken op 4-track. Direct nadat Andrew zijn opleiding afgerond had, verhuisde het duo naar New York waar zij met hun debuut mondiaal doorbraken en daarna naar Berlijn voor hun derde album. Hoewel Gross nog geen bandlid was tijdens de New Yorkse periode, werd hij wel vaak meegenomen op tour als gezelschap en voor merchandise verkoop. Via een advertentie werden twee musici uit Nebraska aangetrokken om een band te creëren, Pat Noecker (basgitaar) en Ron Albertson (drums).

### New York
In deze line-up (Andrew/Hemphill/Noecker/Albertson) werd het eerste album uitgebracht in oktober 2001, "They Threw Us All in a Trench and Stuck a Monument on Top". Het album werd slechts in twee dagen opgenomen. Ondanks de slechte promotie van hun toenmalige label Gern Blandsten won het album door zijn energieke impact sterk aan publiciteit in de hippe dance-punkscene van New York van dat moment. De band had niet zozeer moeite met de plotse aandacht, maar vreesde in een hoek vastgedrukt te worden als een conformistische scene band. Dit werd alreeds aangeduid met hun albumtitel. Deze status werd voor hun basis om zich uit te ontworstelen.
Als kwartet maakte Liars nog twee korte ep's.

### Line-up verandering
Hierna werden Noecker en Albertson vervangen door Gross, en begonnen de opnames van het tweede album.
Het VPRO-televisieprogramma Picabia had in hun eerste uitzending een reportage over hun optreden van de Drum's not Dead-tour in London. Een maand eerder brak Andrew een voortand tijdens een optreden in Ekko, Utrecht.

### Liars

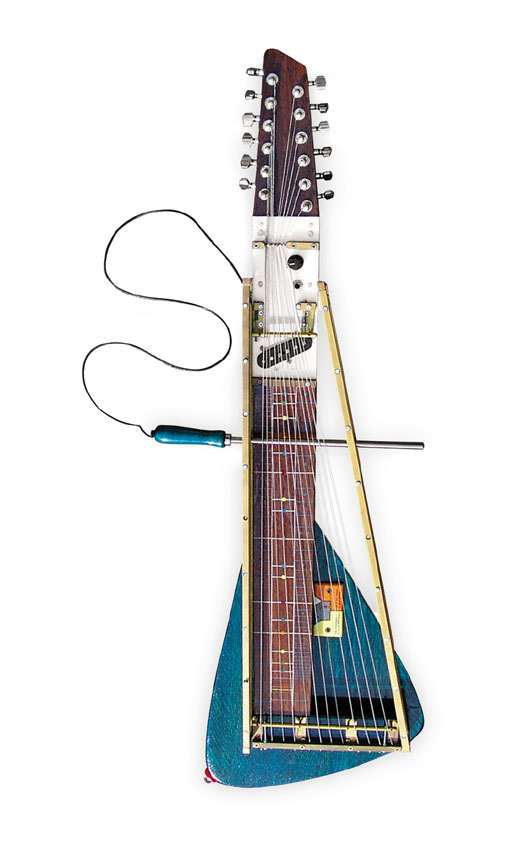
Moodswinger, 2006, Yuri Landman, Liars

Tijdens de Drum's not dead-tour in 2006 werd de band in Ekko, Utrecht benaderd door Yuri Landman. Hij biedt gitarist/drummer Aaron aan om een experimenteel elektrisch snaarinstrument voor hem te ontwerpen, de Moodswinger, die Landman gratis weggeeft. Op 28 augustus 2007 brengen Liars aan hun vierde album getiteld Liars uit met daarop het nummer Leather Prowler, dat is ingespeeld met Landmans instrument.
Tijdens hun Europese tour in 2008 op 11 juli op het Bari Festival in Italië werd er door een van de bandleden een gitaar in het gezicht van een meisje in het publiek gegooid, die afgevoerd moest worden door een ambulance. De bandleden werden daarop gearresteerd en het festival werd afgelast.

## Ex-bandleden
De twee bandleden Pat Noecker en Ron Albertson formeerden vervolgens met Christian Dautresme op gitaar en zang het kort bestaande No Things en brachten in 2006 het album Trees uit. Noecker speelt tegenwoordig in These Are Powers.

## Discografie

### Albums
| Album met hitnotering(en) in de Vlaamse Ultratop 200 albums | Datum van verschijnen | Datum van binnenkomst | Hoogste positie | Aantal weken | Opmerkingen     |
| ----------------------------------------------------------- | --------------------- | --------------------- | --------------- | ------------ | --------------- |
| They threw us all in a trench and stuck a monument on top   | 30-10-2001            | -                     |                 |              |                 |
| Fins to make us more fish-like                              | 11-2002               | -                     |                 |              | ep              |
| Atheists, reconsider                                        | 12-2002               | -                     |                 |              | ep / met Oneida |
| They were wrong, so we drowned                              | 24-02-2004            | -                     |                 |              |                 |
| 'Drum's not dead                                            | 20-02-2006            | -                     |                 |              |                 |
| Liars                                                       | 28-08-2007            | -                     |                 |              |                 |
| Sisterworld                                                 | 05-03-2010            | 27-03-2010            | 90              | 1            |                 |
| WIXIW                                                       | 01-06-2012            | 16-06-2012            | 157             | 1*           |                 |
| Mess                                                        | 2014                  |                       |                 |              |                 |

### Singles
- We no longer knew who we were - cd/vinyl
- There's always room on the broom / Single - cd/vinyl
- Split met Yeah Yeah Yeahs (alleen verkrijgbaar in Japan en Australia) - 7"-single
- We fenced other gardens with the bones of our own - cd/vinyl-single
- It fit when I was a kid - cd/vinyl-single
- The other side of mt. heart attack - cd/vinyl-single
- How many more times Split met Gerry Mitchell & Little Sparta - Fire Records Keep Mother serie G-H Augustus 2006 - 10"-single